# Marina Orlova (personnalité d'internet)
 (juin 2020).
Si vous disposez d'ouvrages ou d'articles de référence ou si vous connaissez des sites web de qualité traitant du thème abordé ici, merci de compléter l'article en donnant les références utiles à sa vérifiabilité et en les liant à la section « Notes et références ».
Pour les articles homonymes, voir Marina Orlova (homonymie) et Orlova.
Marina Orlova (russe : Марина Владимировна Орлова), née Rodina Marina Vladimirovna à Arzamas le 10 décembre 1980, est une personnalité d'internet russe vivant aux États-Unis. Elle est principalement connue pour sa chaîne YouTube Hotforwords qui porte aujourd'hui le nom de Hot For Nutrition. 

## Biographie

### Hot for Words
Sa célébrité lui a permis d'être invitée à l'émission télévisée The O'Reilly Factor, ou encore de participer en tant que candidate à une émission de concours de danse pour des personnalités de YouTube, Dance Showdown (en)[réf. nécessaire].